# 水戸市立女子専門学校 (旧制)
| 水戸市立女子専門学校 （水戸女専） | 水戸市立女子専門学校 （水戸女専） |
| --------------------------------- | --------------------------------- |
| 創立                              | 1947年                            |
| 所在地                            | 茨城県水戸市                      |
| 初代校長                          | （不詳）                          |
| 廃止                              | 1952年                            |
| 後身校                            | なし                              |
| 同窓会                            | （不詳）                          |

水戸市立女子専門学校（みとしりつじょしせんもんがっこう）は、1947年（昭和22年）4月に設立された公立の旧制専門学校。

## 概要
- 第二次世界大戦後に急増した旧制女子専門学校（女専）の一つで、水戸市立高等女学校（現・茨城県立水戸第三高等学校）の専攻科を前身として設立された。
- 本科（修業年限3年、国文科・英文科・被服科）のほか、別科（修業年限1年）を設置した。
- 入学者が少なく、水戸市の財政状況から新制短期大学への昇格もできず、1952年3月で廃校となった。

## 沿革

### 前身校略歴
- 1926年3月20日： 文部大臣により水戸市立高等女学校設立認可。
  - 本科 修業年限4年、入学資格 尋常小学校卒業程度。
- 1926年5月21日： 第1回入学式。
- 1928年8月： 校歌制定『闇にもしるき梅が香の』（葛原しげる 作詞、小松耕輔 作曲）。
- 1930年3月： 第1回卒業式。
- 1933年4月1日： 補習科を設置（修業年限1年）。
  - 小学校教員免許取得を目的とした。
- 1943年3月31日： 補習科を専攻科と改称。
- 1945年8月： 空襲で校舎全焼。
- 1946年9月7日： 専攻科の修業年限を 3年に延長、家政科・文科を新設。
- 1947年3月31日： 本科の修業年限を 4年から 5年に延長。[1]

### 水戸市立女子専門学校
水戸市立高等女学校の県立移管（1948年3月31日）を前に、専攻科を分離・昇格させることにより、旧制女子専門学校を設立した。旧制女専としては 1952年までの存続とし、その間にジュニア・カレッジ（のちの短期大学に相当）程度にレベルアップを図る予定であった。
- 1947年4月25日： 水戸市立女子専門学校設立認可。
  - 本科（修業年限3年）に国文科、英文科、被服科を設置。募集定員 各科 50名（計150名）。
  - 別科（修業年限1年）は募集定員 100名。
- 1947年5月31日： 水戸市立高等女学校専攻科を女専に編入。
- 1949年： 最後の生徒募集。

女専への入学者は募集定員に対して極端に少なく、水戸市の負担が過大であった。 新制短期大学が制度化されたため、1950年度に短大昇格申請（水戸市立女子短期大学）を行ったが、市の財政状況が許さず、申請は断念することになった。新制茨城大学への合流・茨城県への移管も結局できず、女専は廃校の日を迎えた。
- 1950年9月： 水戸市立女子専門学校学術研究会、『桜丘論叢』を創刊。
- 1952年3月31日： 水戸市立女子専門学校廃止。

## 校地
水戸市愛宕町の旧陸軍第42部隊跡 で発足し、廃止まで同地を使用した。

## 関連事項
- 高等女学校
- 旧制専門学校

## 関連書籍
- 樫村勝 『茨城縣教育史 （下）』 1980年4月。
- 茨城新聞社（編） 『茨城県大百科事典』 茨城新聞社、1981年10月。
- 水戸市史編さん近現代専門部会（編） 『水戸市史 下巻（三）』 1998年5月。
- 茨城県立水戸第三高等学校創立八十周年記念事業実行委員会（編） 『八十年の軌跡』 2005年10月。